# Morgane Patru
Morgane Patru, född 7 februari 1998, är en fransk fäktare som tävlar i florett.

## Karriär
Vid världsmästerskapen i fäktning 2023 i Milano tog Patru silver tillsammans med Solène Butruille, Pauline Ranvier och Ysaora Thibus i lagtävlingen i florett. Vid EM 2025 i Genua tog hon silver i lagtävlingen i florett tillsammans med Anita Blaze, Eva Lacheray och Pauline Ranvier.